# Annett Illig
Annett Illig (* 1968) ist eine deutsche Opernsängerin (Sopran).

## Leben
Annett Illig wuchs in Bermsgrün als Tochter eines Fleischermeisters auf und lernte ab 1980 an einer Spezialklasse für Musik an der „Käthe Kollwitz“ in Zwickau. 1984 begann sie ein Gesangsstudium an der Hochschule für Musik „Felix Mendelssohn Bartholdy“ in Leipzig bei Sigrid Kehl und Hans-Joachim Beyer. Fünf Jahre später wechselte sie an die Hochschule für Musik „Hanns Eisler“ Berlin. Dort legte sie 1994 das Staatsexamen mit Diplom ab. Ab 1991 nahm sie zusätzlich regelmäßig Unterricht bei Elisabeth Schwarzkopf.
Ihr erstes festes Engagement hatte Annett Illig am Eduard-von-Winterstein-Theater in Annaberg-Buchholz. 2004 verließ sie das Ensemble und arbeitet seitdem freischaffend. Sie lebt in Mildenau und Bermsgrün.
Ihr Repertoire umfasst Opern-, Operetten und Musicalrollen sowie klassische und moderne Libretti. Daneben hat sie mehrere CDs mit erzgebirgischen Liedern vor allem von Anton Günther aufgenommen.

## Diskografie
- 1997: Mei Grußmütterla
- 2002: Wenn draußen von Himmel...
- 2003: Frei will ich bleibn
- 2004: Ganz sachte kimmt de Winternacht
- 2005: Da haben die Rosen Dornen getragen
- 2006: GuteNachtEngelchen
- 2014: Weihnachten im Gebirg
- 2025: Drham in Barmisgrü (mit Michael Lacher und Andreas Schmidt)